# Apoldu de Jos
Apoldu de Jos é uma comuna romena localizada no distrito de Sibiu, na região histórica da Transilvânia. A comuna possui uma área de 48.83 km² e sua população era de 1499 habitantes segundo o censo de 2007.